# Łobudzice (powiat bełchatowski)
Łobudzice – wieś w Polsce położona w województwie łódzkim, w powiecie bełchatowskim, w gminie Zelów.
Za Królestwa Polskiego istniała gmina Łobudzice. W latach 1975–1998 miejscowość należała administracyjnie do województwa piotrkowskiego. Przez wieś przebiega droga wojewódzka nr 484.
Była to wieś szlachecka zwana także Łobodzice, gniazdo rodowe Łobodzkich herbu Jastrzębiec, z których pochodził Maciej Łobodzki, kanonik poznański. Zbudowano tu kościół już w drugiej połowie XV w. Kolejny drewniany kościół w 1751 r. zbudował Władysław Jeżycki, starosta żeleźniweski, właściciel wsi, lecz ten wkrótce się spalił.
Współczesny drewniany kościół powstał na planie krzyża w 1795 r. staraniem generała WP Kazimierza Krzyckiego, dziedzica miejscowego. Od najdawniejszych czasów był on filią parafii w Buczku. Kiedy został parafialnym źródła wyżej podane nie wskazują.  Posiada ołtarze barokowe: główny z przełomu XVII/XVIII w. z krucyfiksem z XVIII w., dwa boczne z XVII w. W ołtarzu głównym obraz MB z XVII w. Liczne wota z poprzednich wieków. Plebania z 1910 roku. 

## Zabytki
Według rejestru zabytków NID na listę zabytków wpisany jest obiekt:
- kościół parafialny pw. św. św. Wawrzyńca i Tomasza, drewniany, 1795, nr rej.:165-IX-11 z 21.12.1946 oraz 176 z 26.05.1967